# Веданта-сутры
Веда́нта-су́тры, или Бра́хма-су́тры, — сутры, входящие в «тройственный канон» (прастханатрайя) веданты, основанные на логическом рассуждении (ньяя), систематически излагающие Упанишады. Авторство приписывается Бадараяне.

## Автор и время создания
Бадараяна скорее всего личность собирательная и легендарная. Традиционно Бадараяну отождествляют с Вьясой, мотивируя тем, что остров, на котором родился Вьяса, был покрыт ююбой (бадари), и тем, что одно из его имён было Бадараяна.
Среди учёных нет единого мнения о дате составления «Веданта-сутр». Предлагаются различные даты — в диапазоне от V века до н. э. до V века н. э. Абсолютное большинство исследователей придерживается мнения, что «Веданта-сутры» были составлены где-то в период со II века до н. э. по II век н. э.
По мнению российских исследователей, «Веданта-сутры» возникли не ранее III—IV веков н. э..

## Структура текста
Эти сутры представляют собой небольшое произведение, предложения которого состоят по большей части из двух-трёх слов, в основном существительных, связанных между собой падежной зависимостью. Всё это не позволяет понять Брахма-сутры без дополнительных разъяснений, а поэтому так важны комментарии к основному тексту, написанные практически во всех значимых течениях индуизма.
Текст состоит из 555 афоризмов (сутр), разбитых на четыре главы (адхьяя). Первая глава — «Саманвайя» («гармония», «единство»), объясняет, что тексты Вед и веданты говорят о Брахмане, окончательной действительности, которая является целью жизни. Вторая глава — «Авиродха» («отсутствие противоречий»), обсуждает и опровергает возможные возражения против ведийского знания. Третья глава «Садхана» — («средства»), описывает процесс достижения окончательного освобождения. Четвёртая глава — «Пхала» («плод»), говорит о благе, которое достигнуто в заключительном освобождении.

## Учение
Если Упанишады являются в веданте основанием откровения (шрути-прастхана), а Бхагавадгита — основой памятования традиции (смрити-прастхана), то Брахма-сутры выступают основой логико-эпистемологических (ньяя) рассуждений.

## Комментаторская традиция
По мнению Сурендранатха Дасгупты и Хадзимэ Накамуры, в комментариях Бхаскары (VIII - IX в.), представителя традиции бхеда-абхеда («тождества-и-различия»), значение сутр Бадараяны отражено наиболее адекватно, непредвзято и без предрассудков. Индологи В. С. Костюченко и H. В. Исаева также отмечали, что Бхаскара лучше других прокомментировал «Веданта-сутры».